# 金带街道
金带街道，原为金带镇，是中华人民共和国重庆市梁平区下辖的一个乡镇级行政单位。2020年7月，撤镇设街道，现区划代码为500155005。

## 行政区划
金带街道下辖以下地区：
金桂街道社区、仁和村、金城村、千河村、滑石村、石龙村、石燕村和双桂村。